# Whitney Reed
Whitney Reed, né le 20 août 1932 à Oakland et décédé le 9 janvier 2015 à Alameda, est un ancien joueur américain de tennis.

## Palmarès
- Tournoi de Cincinnati : Vainqueur en 1959
- Coupe Rogers : Vainqueur en 1961 et 1963